# Бияш
Бия́ш — аул в составе Нефтекумского района (городского округа) Ставропольского края России.

## Название
Аул назван в честь бая по имени Бияш:104. В источниках встречаются другие варианты наименования этого населённого пункта: Биаш, Бияшбай:104.

## География
Расстояние до краевого центра: 221 км.
Расстояние до районного центра: 28 км.

## История
Аул основан в 1861 году ногайцами Бадаева аула Буркутского куба. По состоянию на 1909 год вместе с аулами Единокта, Кенхе-Галы и Унгут относился к Буркутскому кубу Ачикулакского приставства Большедербетовского улуса:511.
По данным переписи 1908 года в ауле числилось 88 хозяйств (из них 8 принадлежало к Кенегескому кубу, 5 — к Тумугайскому и 75 — к Буркутскому) с населением 342 человека (199 мужчин и 143 женщины), 86 саманных домов, 1 кибитка, 23 амбара и кладовых, 73 прочих строения, 14 колодцев (из них 1 — артезианский, с пресной водой, остальные 13 — с солёной водой). Местные жители держали лошадей, коров, овец и коз. В тридцати хозяйствах имелись плуги, в восемнадцати — бороны, в восьми — жнейки, в пяти — лобогрейки, в шести — веялки. В качестве «орудий транспорта» использовались телеги, арбы, сани. В Бияше были аульный старшина с помощником, сапожник и шорник, а также мулла, ахун и учитель:326—355.
По данным переписи 1920 года аул образовывал Бияшинскую волость в составе Ачикулакского района Свято-Крестовского уезда Ставропольской губернии:518.
На 1 января 1927 года в населённом пункте числилось 149 хозяйств с населением 531 человек (275 мужчин и 256 женщин), из них 312 — ногайцы, 150 — русские и 69 — прочие. По состоянию на 1 октября 1929 года в Бияше имелась школа. На тот момент он был административным центром Бияшского сельского совета (и единственным населённым пунктом в его составе) в Ачикулакском районе Дагестанской АССР:10.
До 1 мая 2017 года входил в состав территории муниципального образования «Сельское поселение Кара-Тюбинский сельсовет» Нефтекумского района Ставропольского края.

## Население
| 1903 | 1908 | 1926 | 1989 | 2002 | 2010 | 2014 |
| ---- | ---- | ---- | ---- | ---- | ---- | ---- |
| 388  | ↘342 | ↗531 | ↘393 | ↘290 | ↗304 | ↘200 |
| 2023 |      |      |      |      |      |      |
| ↗300 |      |      |      |      |      |      |

Население аула составляют преимущественно ногайцы (в 2002 году — 290 человек, или 83 %). Некоторое время здесь также проживали туркмены, переселившиеся в 1925 году из Терского округа Северо-Кавказского края.

## Религия
В центре Бияша, напротив школы, детского сада и почты, возведена мечеть (здание 8×12,5 метров, способно вместить до 120 прихожан).
В границах аула расположены 2 вероисповедальных открытых кладбища площадью 25 314 м² и 35 000 м².

## Памятники
На территории аула находится объект культурного наследия (памятник истории) регионального значения «Братская могила 15 советских воинов, погибших в боях с фашистами» (1942—1943, 1948 годы).